# Гордиюк, Виктор Иосифович
Ви́ктор Ио́сифович Гордию́к (род. 11 апреля 1970, Одинцово, Московская область, СССР) — советский и российский хоккеист, правый нападающий. Тренер.

## Биография
Воспитанник «Крылья Советов», за который выступал до 1992 года. С 1992 по 1996 год играл в Северной Америке в системе клуба Национальной хоккейной лиги «Баффало Сейбрз», который выбрал его на драфте НХЛ 1990 года в 7-м раунде под общим 142-м номером, и в командах Интернациональной хоккейной лиги (ИХЛ). С 1996 по 2001 выступал в чемпионате Германии за «Дюссельдорф». В 2001 году вернулся в Россию и завершения игровой карьеры в 2010 году играл в командах «Салават Юлаев», «Крылья Советов», «Динамо» (Москва), «Спартак» (Москва), ХК МВД, «Химик» (Воскресенск), «Лада» и СКА. Имеет опыт выступления в национальной, молодёжной и юниорской сборной СССР. С 2016 по 2018 год работал в качестве ассистента тренера в МХК «Крылья Советов».
В составе «Крылья Советов» дважды становился бронзовым призёром чемпионата СССР (1989, 1991) и становился обладателем Кубка лиги (1989). В 1996 году стал обладателем Кубка Тёрнера — приз победителю ИХЛ. Победитель Второй Бундеслиги (2000). Дважды становился чемпионом Высшей лиги (2005, 2008) и трижды завоёвывал серебряные медали лиги (2004, 2006, 2007). Победитель молодёжного чемпионата мира (1989).

## Статистика
| Легенда | Легенда                    | Легенда | Легенда                   | Легенда | Легенда    |
| ------- | -------------------------- | ------- | ------------------------- | ------- | ---------- |
| И       | Количество проведённых игр | Штр     | Штрафное время            | +/−     | Плюс-минус |
| Г       | Голы                       | П       | Голевые передачи          | О       | Очки       |
| -       | Статистика неизвестна      | —       | Статистика не учитывалась |         |            |

## Достижения
| Год           | Команда           | Достижение                                        | Достижение |
| ------------- | ----------------- | ------------------------------------------------- | ---------- |
| Клубные       |                   |                                                   |            |
| 1989, 1991    | Крылья Советов    | Бронзовый призёр чемпионата СССР (2)              |            |
| 1989          | Крылья Советов    | Обладатель Кубка лиги                             |            |
| 1996          | Юта Гриззлис      | Обладатель Кубка Тёрнера                          |            |
| 2000          | Дюссельдорф       | Победитель Второй Бундеслиги                      |            |
| 2004          | Спартак Москва    | Серебряный призёр Высшей лиги (3)                 |            |
| 2006          | Крылья Советов    | Серебряный призёр Высшей лиги (3)                 |            |
| 2007          | Химик Воскресенск | Серебряный призёр Высшей лиги (3)                 |            |
| 2005          | ХК МВД            | Победитель Высшей лиги                            |            |
| 2008          | Химик Воскресенск | Обладатель «Братины»                              |            |
| Международные |                   |                                                   |            |
| 1987, 1988    | СССР (юниор.)     | Бронзовый призёр юниорского чемпионата Европы (2) |            |
| 1989          | СССР (мол.)       | Победитель молодёжного чемпионата мира            |            |
| 1990          | СССР (мол.)       | Серебряный призёр молодёжного чемпионата мира     |            |

| Год  | Команда     | Достижение                    | Достижение |
| ---- | ----------- | ----------------------------- | ---------- |
| 2000 | Дюссельдорф | Участник Матча всех звёзд DEL |            |

### Комментарии
1. ↑  Приз, вручаемый победителю Интернациональной хоккейной лиги.